# Caldas Aulete
Francisco Júlio de Caldas Aulete (Lisboa, 14 de Janeiro de 1823 — Lisboa, 22 de Maio de 1878) foi um professor, lexicógrafo, gramático e político português, autor de diversos livros didácticos e iniciador do Dicionário Contemporâneo da Língua Portuguesa.
Filho de Francisco José Aulete, contador do Tribunal da Relação de Lisboa, e de D. Francisca da Conceição Caldas, nasceu na freguesia lisboeta de Santa Isabel. Caldas Aulete dedicou-se ao ensino, tendo sido professor da Escola Normal Primária de Marvila, da Escola Académica e do Liceu Nacional de Lisboa. Escreveu diversas obras de carácter didáctico destinadas a servir de manuais escolares, entre as quais a Cartilha Nacional: método legográfico para aprender simultaneamente a ler, escrever, ortografar e desenhar (1870) e a Selecta Nacional, curso prático de literatura portuguesa em três volumes: Literatura (1875);  Oratória (1875); e Poesia (1877).
Também escreveu uma Gramática Nacional (Curso Elementar) (1864), a qual por recomendação, entre outros, de António Feliciano de Castilho, foi aprovada pelo Conselho Geral de Instrução Pública, a 27 de Dezembro de 1864, como de uso obrigatório, por um período mínimo de 3 anos, nas escolas públicas de ensino primário de todo o país, com exclusão de qualquer outra. A obra ia na sua terceira edição, quando por portaria do Ministério do Reino, datada de 20 de Outubro de 1866, foi prorrogado o seu uso obrigatório nas escolas. Teve pelo menos uma nova edição em 1875.
Organizou a Enciclopédia das Escolas Primárias, juntamente com José Maria Latino Coelho (1869), obra que teve grande divulgação pelas escolas de Portugal e Brasil.
Além das obras citadas, Caldas Aulete escreveu vários cadernos para exercícios caligráficos, complementos da Cartilha Nacional e outros opúsculos.
Para além da escrita de trabalhos didácticos, Caldas Aulete foi o iniciador do Dicionário Contemporâneo de Língua Portuguesa, cuja primeira edição apareceu em 1881. Este dicionário, que ainda hoje é editado sob o seu nome, é um dos melhores da língua portuguesa, mas Caldas Aulete compôs apenas uma pequena parte da monumental obra, já que quando faleceu estava apenas concluída a letra A. Face ao desaparecimento do autor, a obra foi completada por António Lopes dos Santos Valente (1839-1896), o qual manteve o plano original gizado por Caldas Aulete.
Foi deputado às Cortes eleito pelo círculo de São Tomé e Príncipe, nas legislaturas de 1869/1870, 1870/1871 e parte da de 1872. Não teve participação relevante nos trabalhos parlamentares.
Faleceu solteiro e sem filhos aos 55 anos de idade, em casa, no Largo da Biblioteca Pública (actual Largo da Academia Nacional de Belas Artes), número 8, primeiro andar, freguesia dos Mártires, Lisboa. Foi sepultado no Cemitério dos Prazeres, em jazigo.
Foi um dos criticados por Antero de Quental no seu opúsculo Bom Senso e Bom Gosto.